# Dallina parva
Dallina parva é uma espécie de braquiópode pertencente à família Dallinidae.
A autoridade científica da espécie é Cooper, tendo sido descrita no ano de 1981.
Trata-se de uma espécie presente no território português, incluindo a sua zona económica exclusiva.